# Jardin public de Bordeaux
Le Jardin public de Bordeaux est un parc urbain situé dans le centre de Bordeaux.
Projeté en 1746 par l'intendant Tourny, un premier jardin à la française est achevé 10 ans plus tard. Puis, en 1856, la ville lance son réaménagement en jardin à l'anglaise, style qu'il conserve jusqu'à aujourd'hui.
Il est inscrit sur la liste des monuments historiques le 8 octobre 1935.

## Localisation
Le jardin est situé dans le centre de la ville, au delà du cours de Verdun. Par extension, les environs du parc se nomment le « quartier Jardin Public ». Officiellement, le parc (et donc le quartier) fait partie de la subdivision Chartrons - Grand Parc - Jardin Public.

## Histoire

### Le jardin à la française
La création d'un jardin royal devenu jardin public est décidée en 1746 à l'initiative de l'intendant Tourny qui, rejoignant les idées des humanistes, entend fournir aux Bordelais un cadre agréable, propre à leur conserver une bonne santé. Il souhaite également en faire un lieu de rencontre, propice aux affaires :
« On doit, dans une ville de commerce, regarder comme nécessaire ou du moins comme fort utile à ce commerce, un pareil jardin où les négociants, ayant souvent l'occasion de se rencontrer, en font ensemble beaucoup plus d'affaires. C'est en quelque sorte une seconde Bourse, une Bourse du soir ».
Sur un terrain occupé par « de mauvaises vignes [...] et quelques jardinages » en limite de la ville, le jardin est inauguré en 1756. Son style « à la française » a été dessiné par Ange-Jacques Gabriel sur 12 ha environ. Au centre, un grand bassin circulaire agrémenté d’une gerbe d’eau sépare quatre parterres plantés de buis, de laurier, de thym et de fleurs. Des boulingrins sont délimités par des ormeaux et tilleuls taillés en berceau, en boule ou en éventail.
Au sud, deux portiques à colonnes ioniques sont construits par Michel Voisin sur des dessins d’André Portier (1749).
Au nord, Tourny prolonge le jardin par une école d’équitation, le Manège royal, avec un imposant portique qui permet de regarder les exercices des cavaliers qui se destinent aux régiments à cheval. Le manège est décoré d’une colonnade surmontée d’un fronton sculpté par Claude-Clair Francin.
Un jeu de paume ouvre à côté du manège.
La grille et les portes de l’actuel cours de Verdun sont dessinées par l’architecte Michel Voisin ou André Portier. La première porte (proche de l’actuelle place Tourny) porte la signature d’Antoine Dorse (1757). Les deux autres sont réalisées en 1761 par Pierre Kauzac.
Le 3 mai 1784, le jardin est choisi pour le lancement du premier aérostat à Bordeaux. 8000 Bordelais attendent l’envol du ballon mais l’essai est un échec à cause du vent. Le dépit des spectateurs dégénère en émeute,.

### Le champ de Mars
Le 20 juillet 1789, apprenant la prise de la Bastille, trente mille Bordelais se réunissent spontanément au jardin  où des orateurs tels le futur girondin Boyer-Fonfrède appellent à s’enrôler dans la Garde nationale.
Sous la Révolution, seuls les grands arbres sont conservés, les fleurs et les arbustes sont remplacés par des pelouses. Le jardin devient un champ de Mars, théâtre des fêtes civiques, puis lieu de manœuvre des cavaliers du château Trompette.

### Le jardin à l'anglaise
En 1856, le conseil municipal, présidé par le maire Antoine Gautier, confie son réaménagement au paysagiste Louis-Bernard Fischer, qui crée un parc à l'anglaise (style romantique) avec ses pelouses, ses allées sinueuses et sa pièce d'eau avec deux îles. Des passerelles (de Fischer et Escarpit) sont installées de la largeur des crinolines. Il fait planter des arbres rares : séquoias géants, yeuses crépues, tulipiers de Virginie, noyers du Japon, etc.
Dans la partie triangulaire du jardin, Fisher fait emménager le jardin botanique de Bordeaux en 1858 avec le concours de Durieu de Maisonneuve. À cette époque, les préoccupations majeures des botanistes sont la classification et la taxonomie, aussi le jardin botanique est structuré en familles, genres et espèces, tel un véritable catalogue vivant.

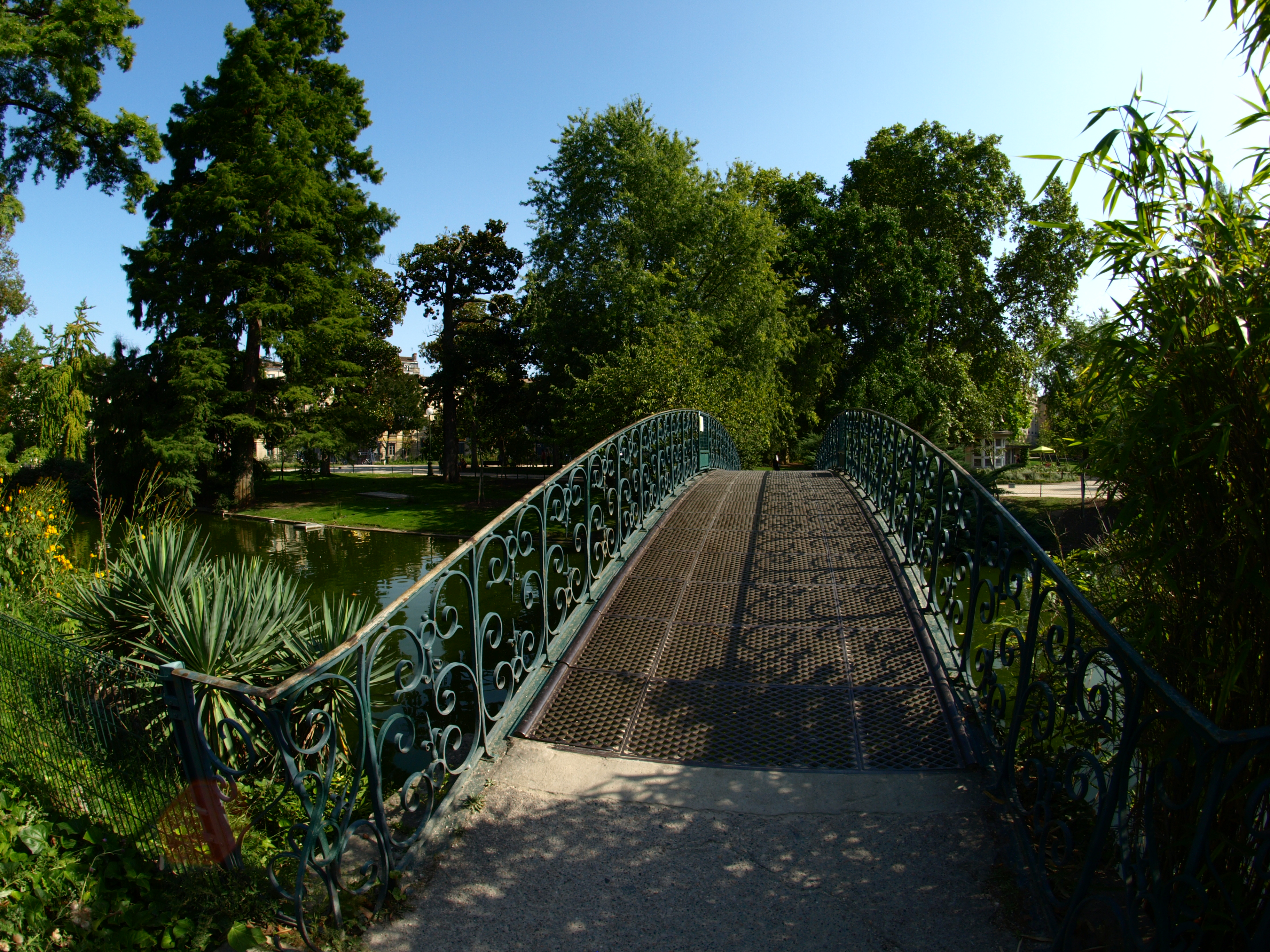
Large passerelle adaptée aux robes à crinolines.
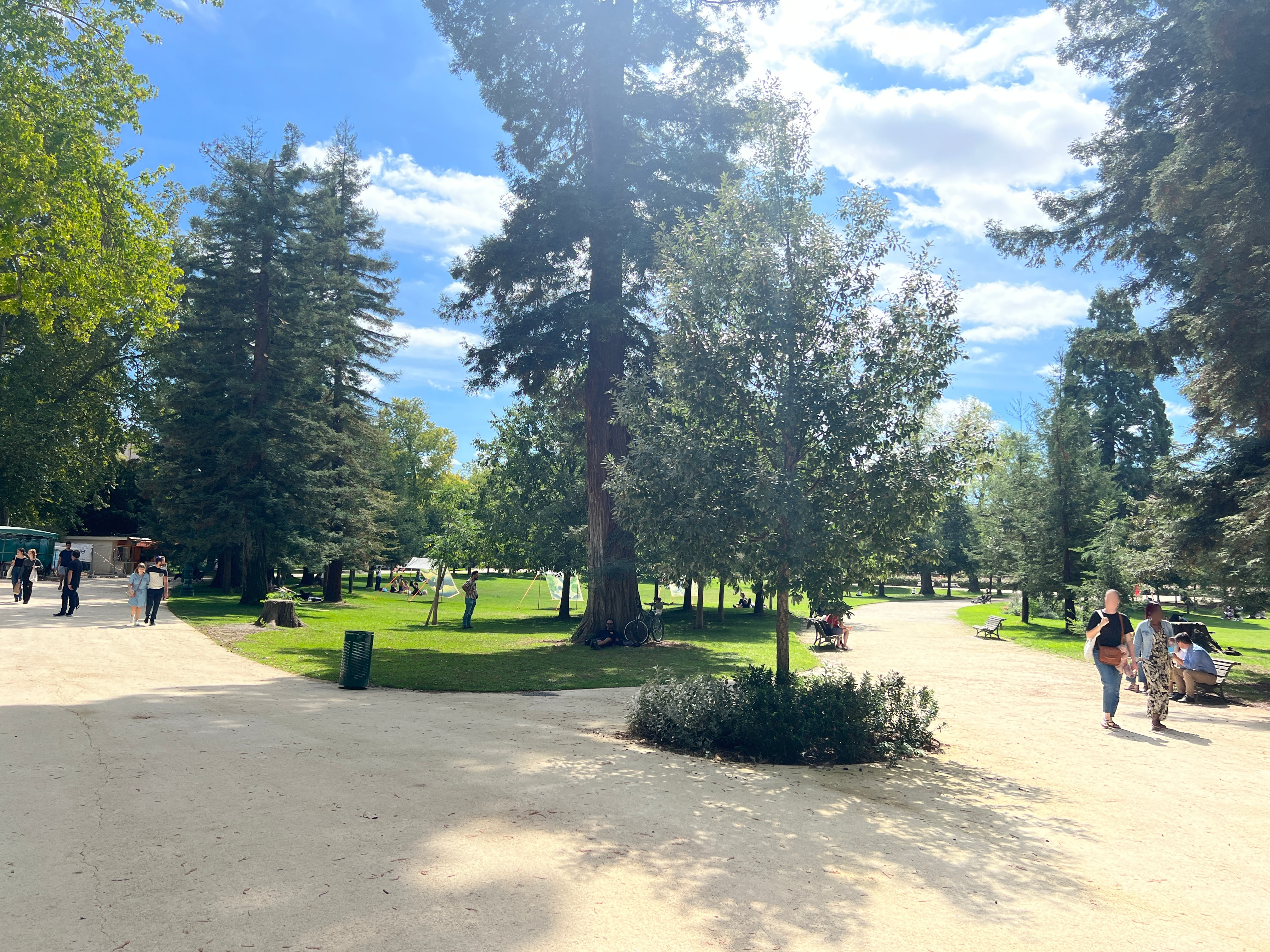
Séquoia géant au centre, au deuxième plan.
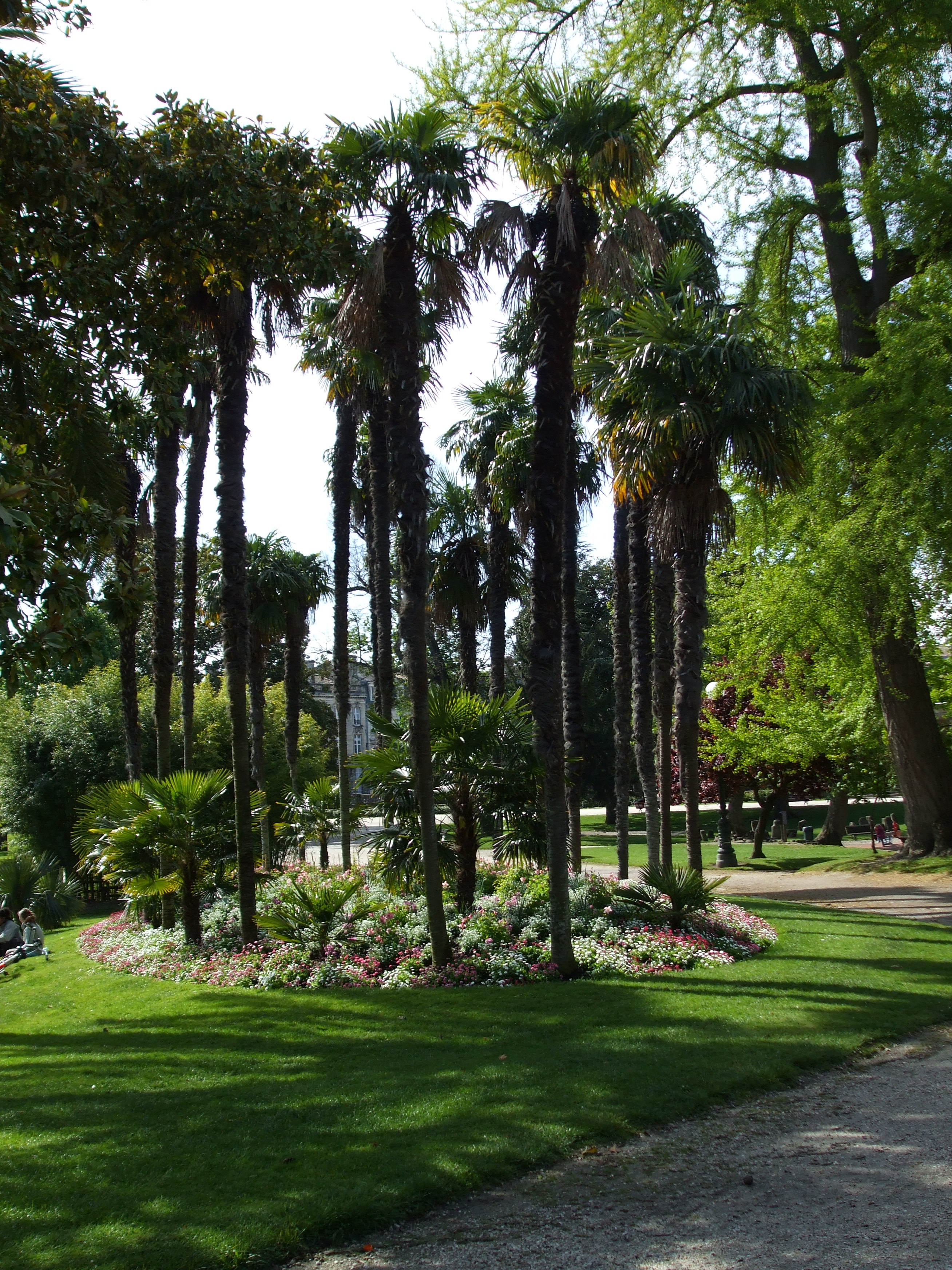
Palmiers de Chine.

Charles Burguet, architecte de la ville de Bordeaux de 1850 à 1879, est chargé des aménagements architecturaux. Il refait la terrasse et implante un bassin, les grilles du jardin sont refondues.
Des statues sont placées sur l'esplanade de Burguet : Un berger jouant de la flûte, sculpture en marbre de Henri-Charles Maniglier (1862), Jeunesse et Chimère de Pierre Granet (1892), Rosa Bonheur (peintre animalier) par Gaston Veuvenot Leroux (1910), ainsi que de nombreuses autres dans le jardin : Buste de Maxime Lalanne (aquafortiste) par Pierre Granet (1897), buste en bronze de Léon Valade (poète) par Charles-Louis Malric (1906) et la statue de Fernand-Lafargue (écrivain)  sculptées par Jules Rispal (1906), buste en bronze d’Alexis Millardet (botaniste) La vigne reconnaissante par Gaston Veuvenot Leroux (1914), buste d’Ulysse Gayon (biochimiste) par Gaston Veuvenot Leroux (1935).
Les statues du Grand Théâtre :  Trois statues sculptées par Pierre-François Berruer, provenant de l’acrotère du péristyle  du Grand-Théâtre sont installées dans le jardin : Junon et son paon sont à l’extrémité de l’île aux enfants. Cette statue est restaurée en 1889 par Jules Rispal puis une copie est réalisée dans un calcaire plus résistant aux intempéries (calcaire de Vilhonneur) par M. Drapé en 1948. La statue de Calliope, muse de la poésie lyrique, tenant dans sa main l’Iliade, l’Odyssée et l’Énéide est à l’extrémité ouest de l’île aux cygnes. Vénus tenant deux colombes est au-dessus de la grande cascade, près de l’entrée ouest du jardin.
En 1856, la construction de serres de fer et de verre, composées de trois pavillons reliés par deux galeries basses à verrières recourbées est l’œuvre de l’architecte Charles Burguet. La hauteur du pavillon central est de 17,50 m, ce qui classe ces serres parmi les plus grandes d'Europe. La serrurerie est confiée à MM. Compan et Gaud, artisans de Bordeaux ; les vitres doubles sont fournies par Marly, verrier bordelais. Ces serres sont dédiées à diverses plantes en pépinière (décoration de la ville), à des collections de plantes tropicales (des Arécacées dont des Phoenix dactylifera) ; un corps de serre est consacré aux orchidées.

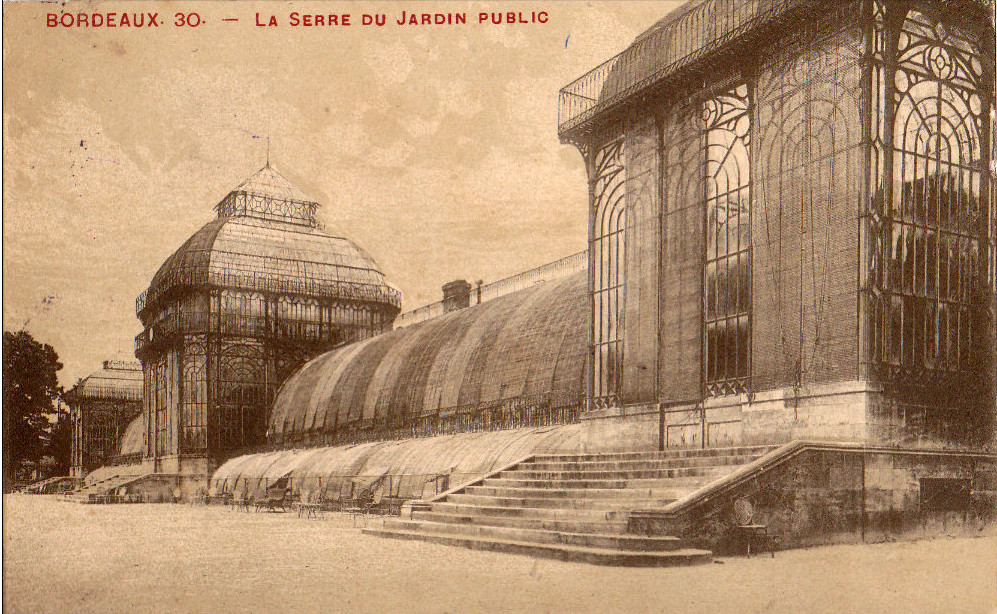
L'ancienne serre.
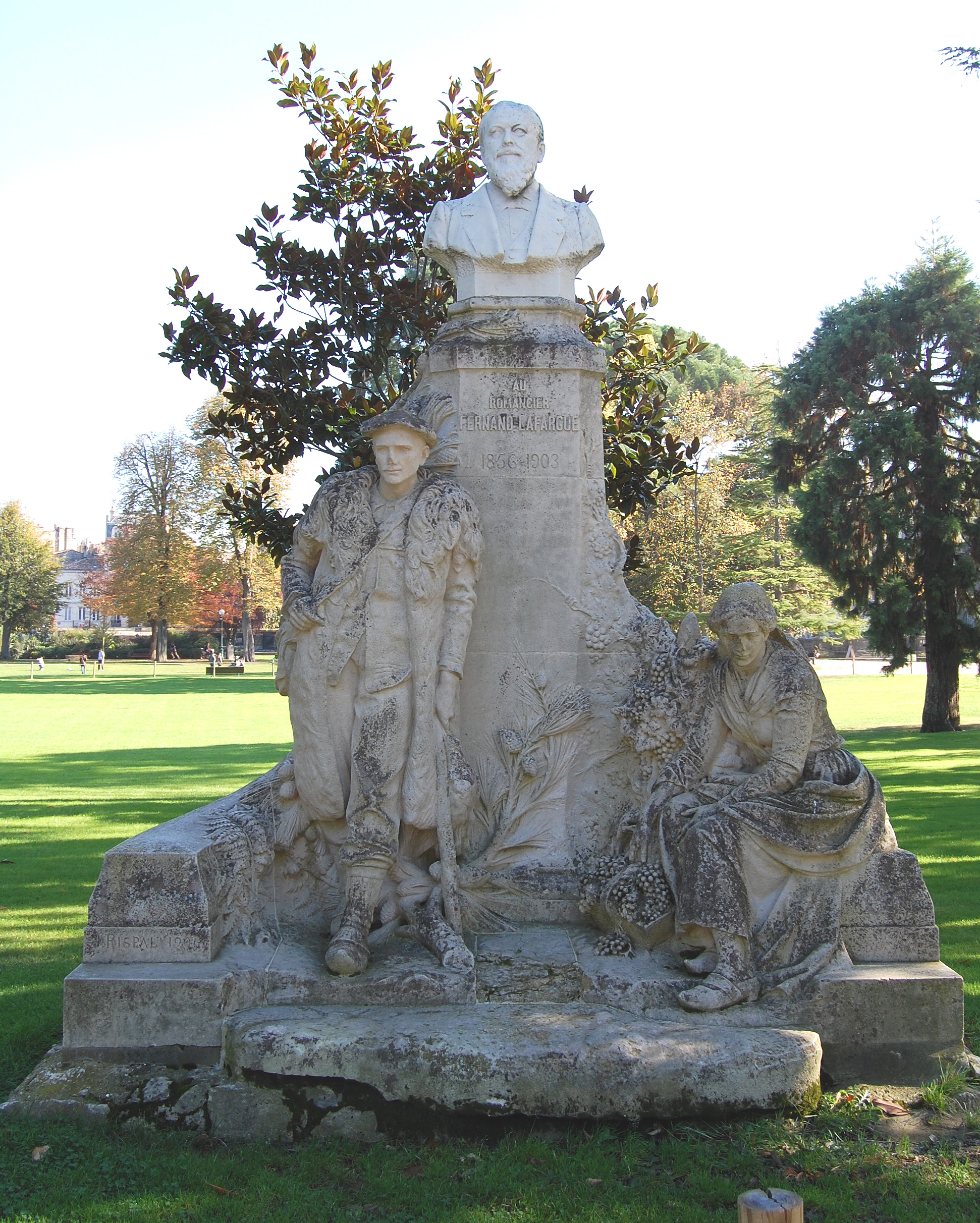
Statue de Jean Fernand-Lafargue.
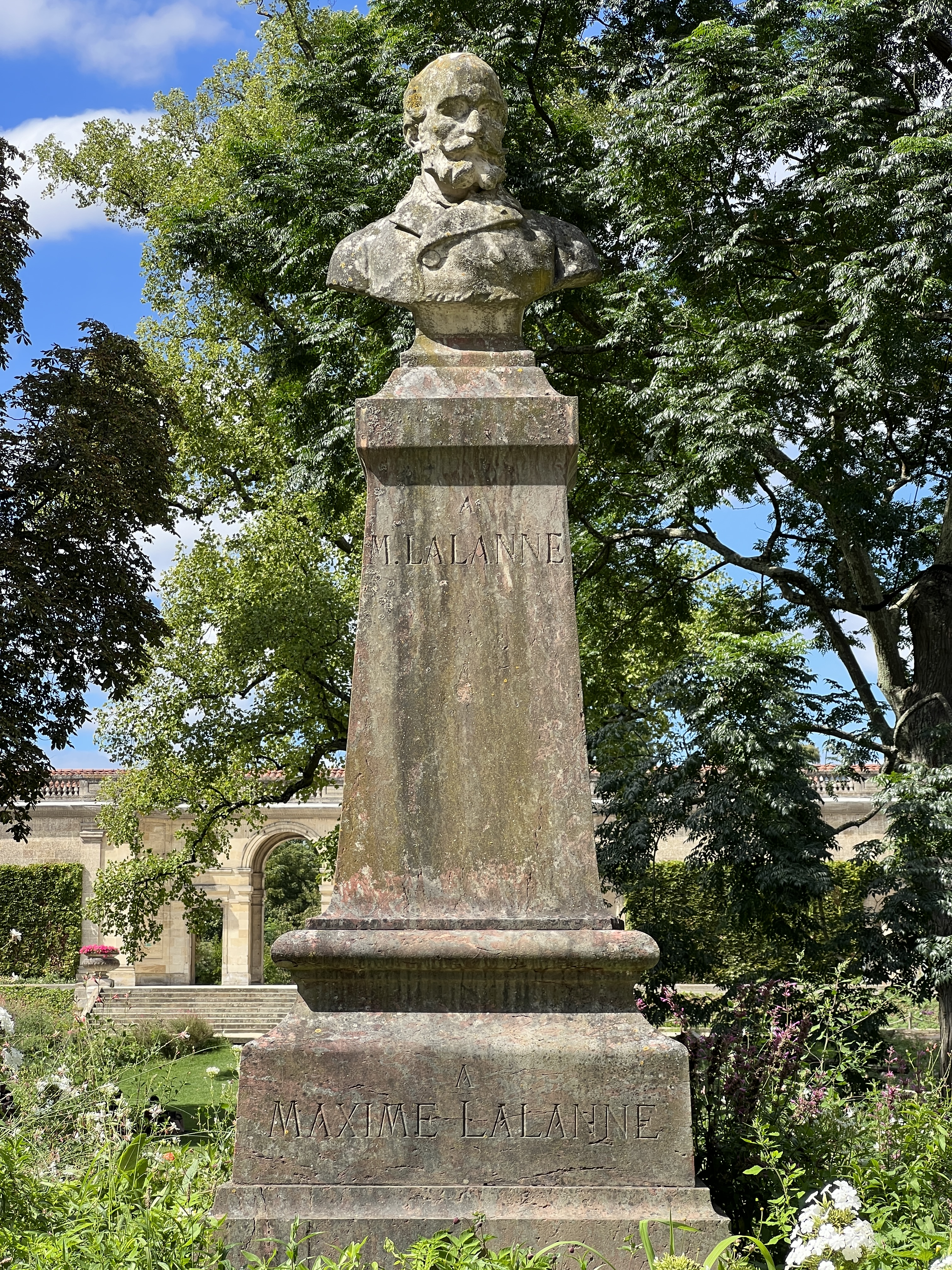
Monument à Maxime Lalanne.
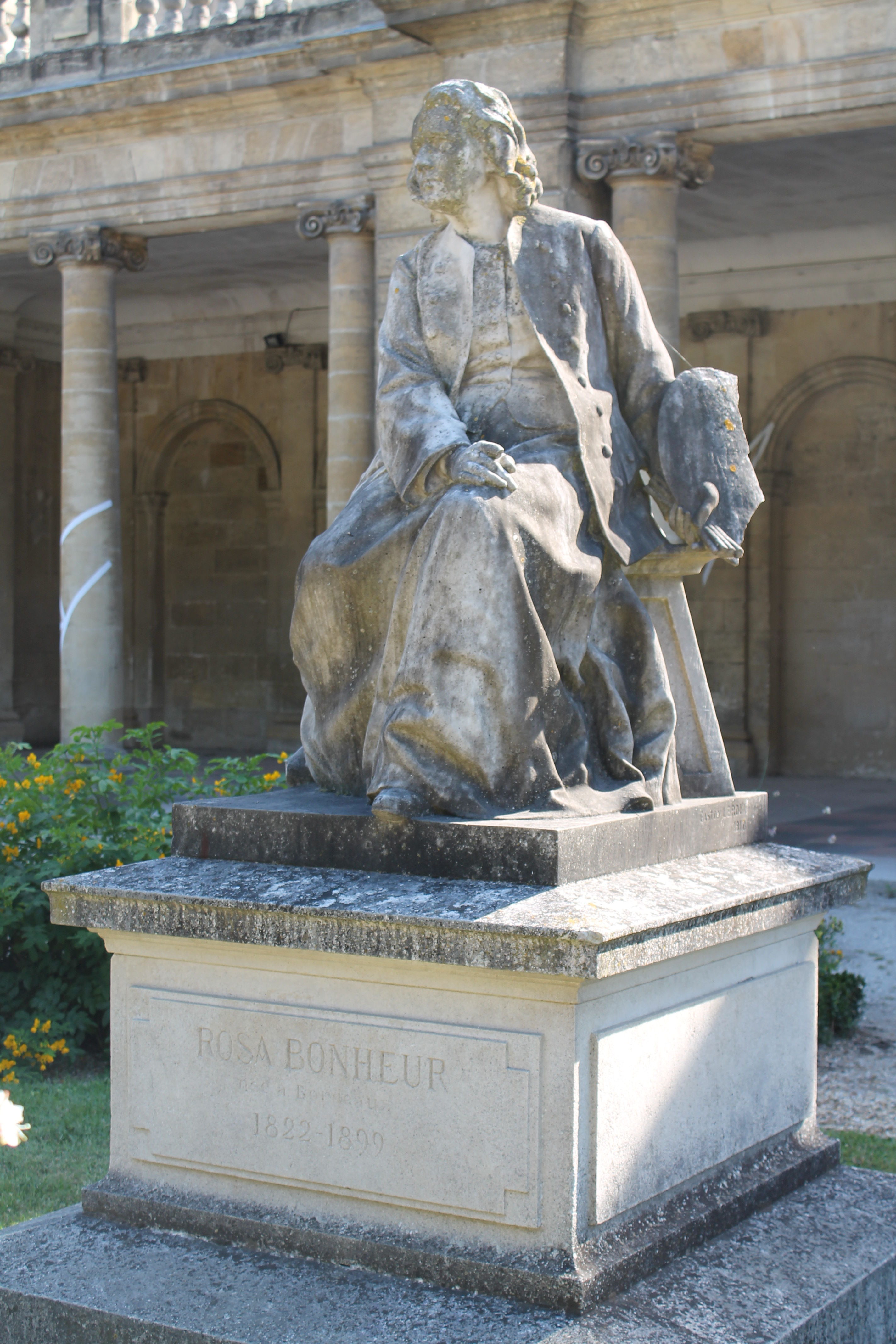
Statue de Rosa Bonheur.
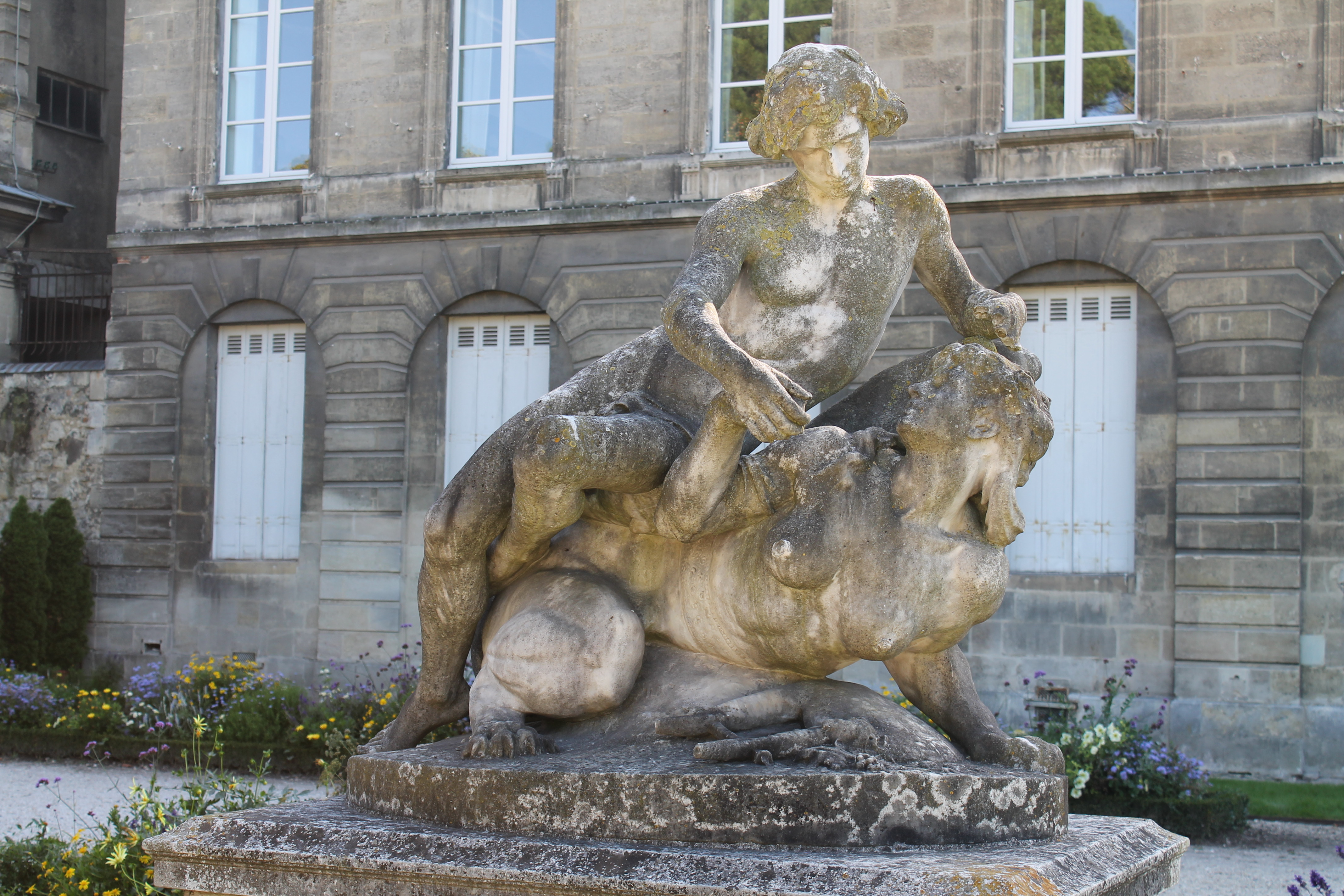
Jeunesse et Chimère.

Plusieurs hôtels particuliers entourent le jardin comme l'hôtel MacCarthy des frères Laclotte, près du cours de Verdun, ou encore l'hôtel de Lisleferme de l'architecte Bonfin. Ce dernier abrite l'actuel muséum d'histoire naturelle de Bordeaux.

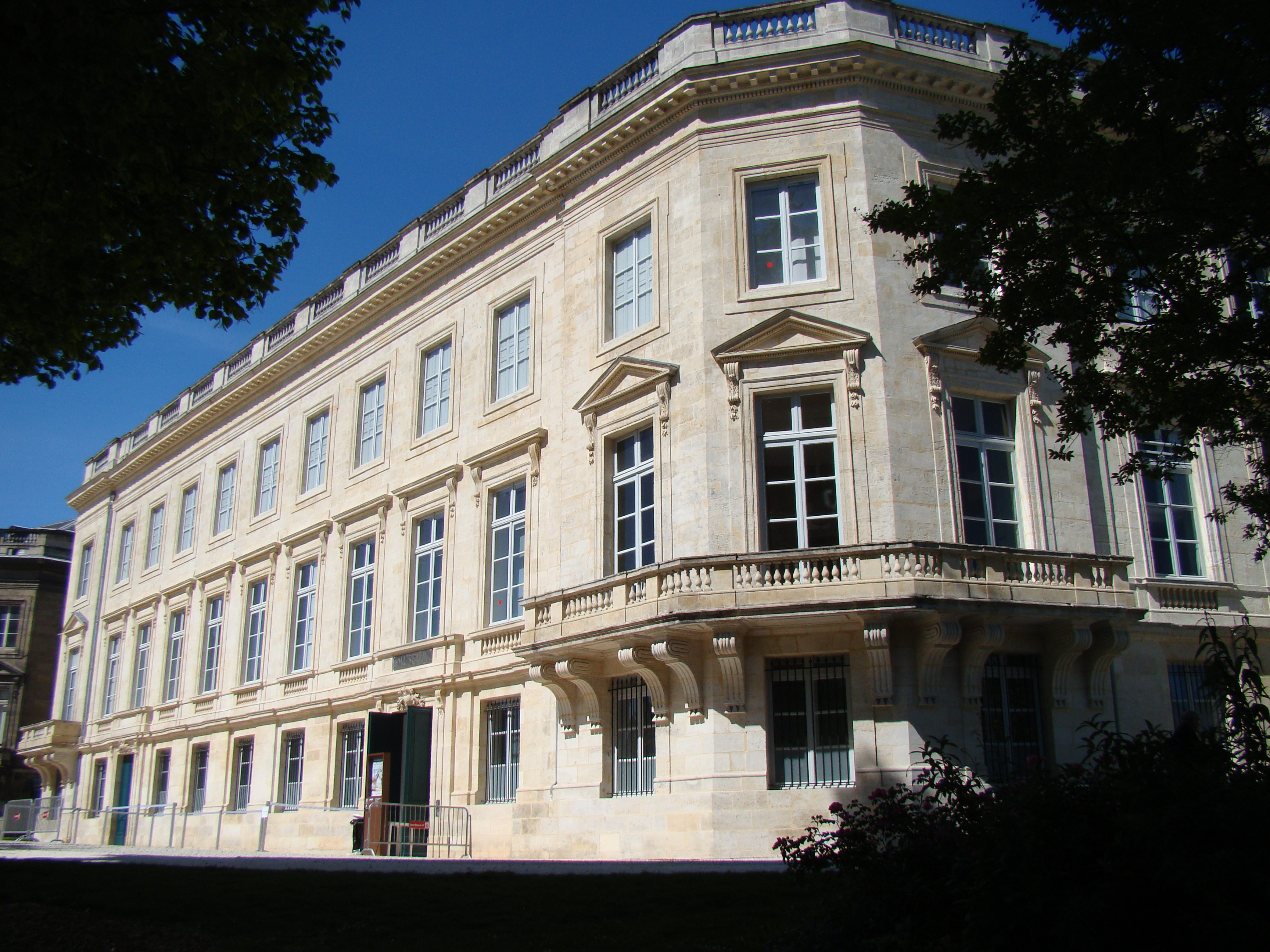
L'hôtel de Lisleferme, actuel Muséum d'histoire naturelle.

En 1875, sous un bouquet d'arbres à proximité du Muséum, le naturaliste et préhistorien J. B. Gassies fait transporter le cromlech de Lervaut, découvert à Gaillan, près de Lesparre.

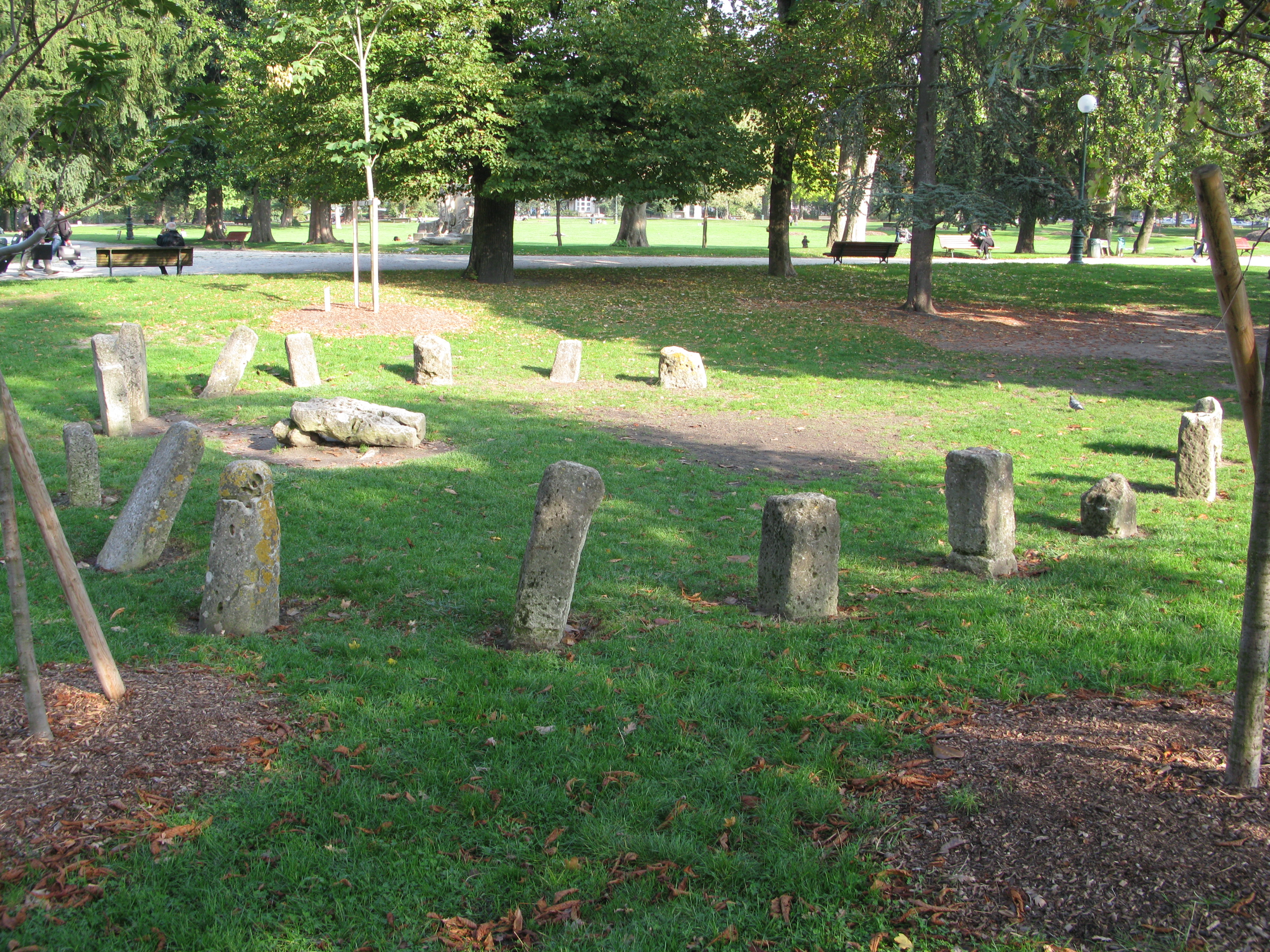
Le cromlech de Lervaut.

Après le réaménagement, le jardin redevient le lieu de promenades des quartiers élégants où les enfants  se promènent à dos d'âne, naviguent sur Le Petit Mousse et assistent au spectacle de marionnettes de Guignol Guérin. Les chaises sont alors payantes et les pelouses interdites.
En 1880 est créée une laiterie-vacherie à l’entrée ouest du jardin. Elle comprend une étable pour trois ou quatre vaches, un comptoir pour la vente du lait et un grenier pour stocker le fourrage. Cet établissement fonctionne pendant une dizaine d’années.

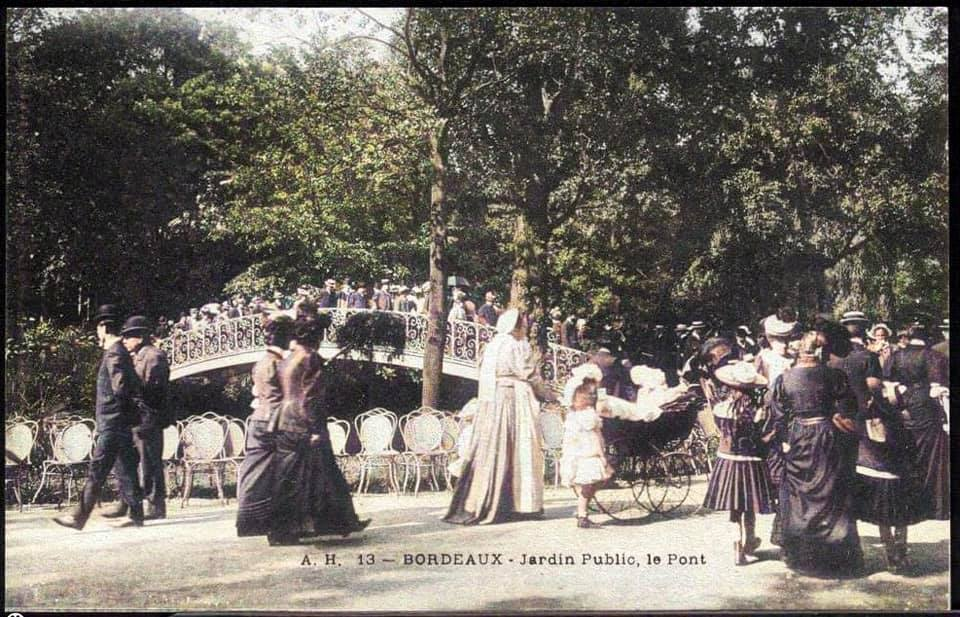
Le pont.
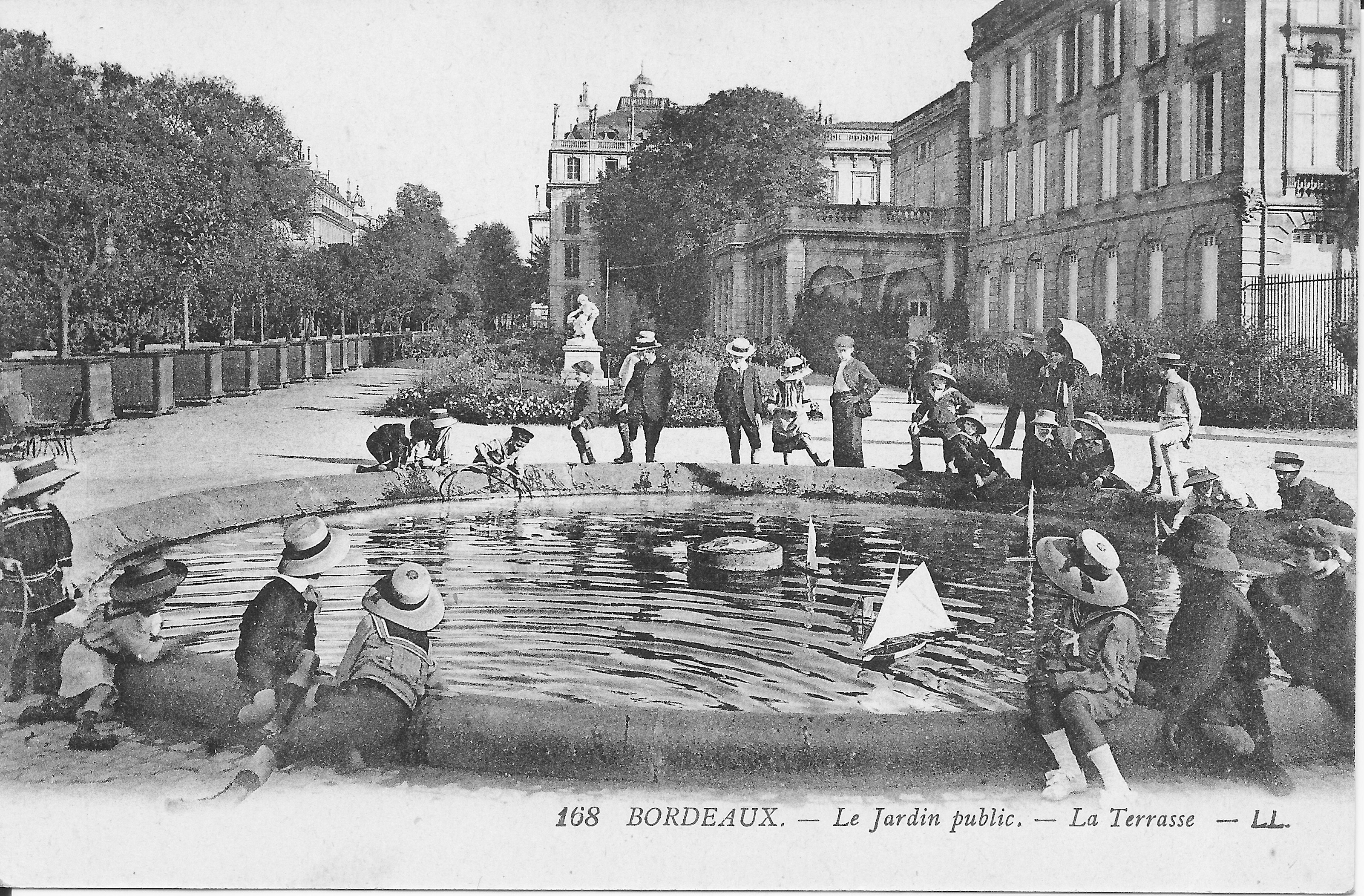
La terrasse.
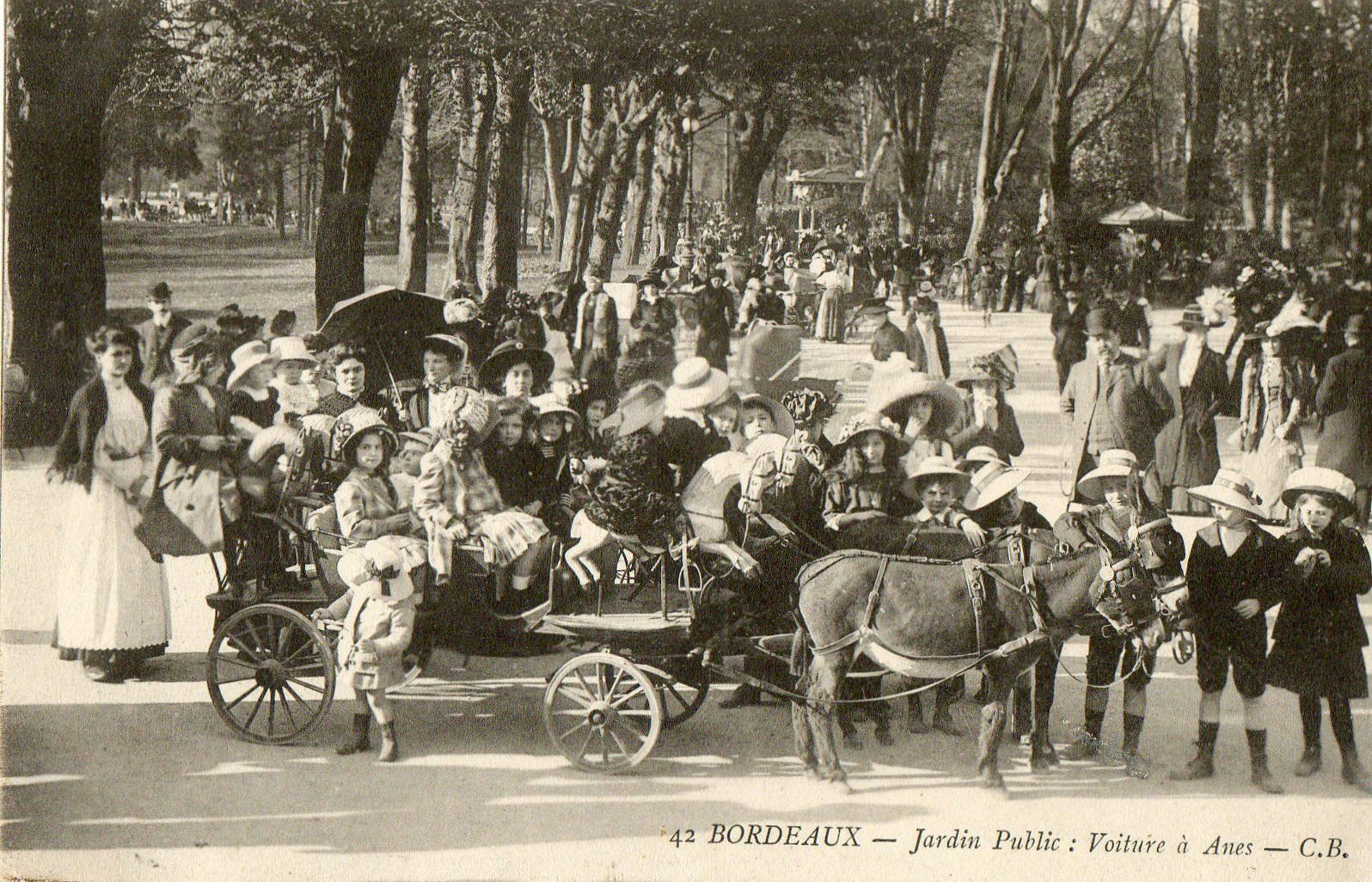
La voiture à âne.
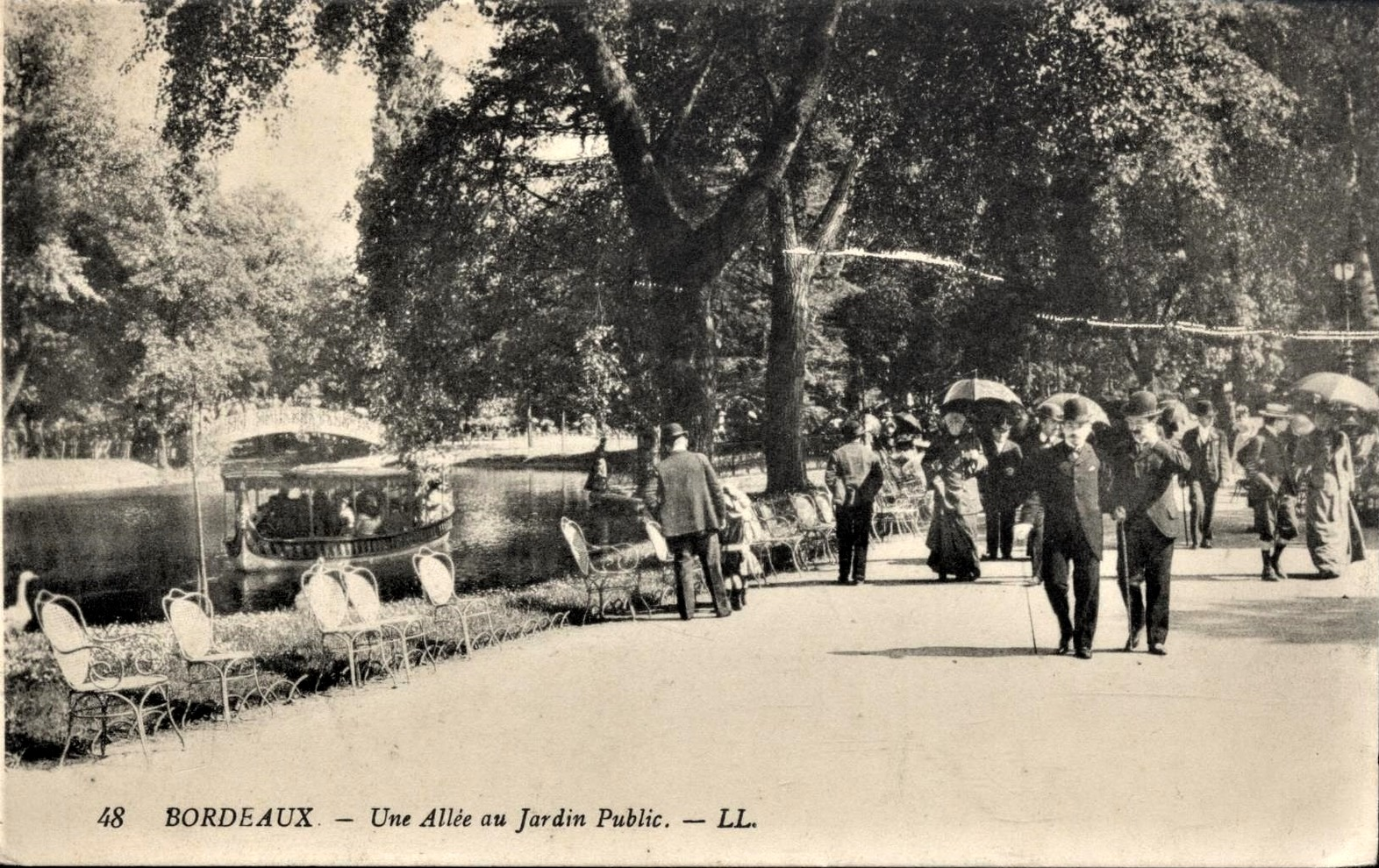
Le Petit Mousse.

Devenues vétustes, ces serres sont démolies en 1933. L’architecte Jacques D'Welles   aménage l’esplanade en pierre en décorant le mur de six niches abritant chacune un  vase Médicis et de trois grandes serliennes.
En 1938, Jacques d’Welles construit entre les deux portiques la grille et le portail du Champ-de-Mars. Les piliers du portail sont surmontés de groupes d'enfants sculptés par Francin et restaurés par Antoine Bellet, provenant de l’ancienne place Saint-Germain (actuelle place Tourny).
Deux nouvelles sculptures sont installées : à l’entrée sud-est, le buste en bronze de François Mauriac par le sculpteur cubiste Ossip Zadkine (1943) ; au niveau du portique sud, la sculpture en bronze de Carle Vernet par Raymond Martin (1948).

.

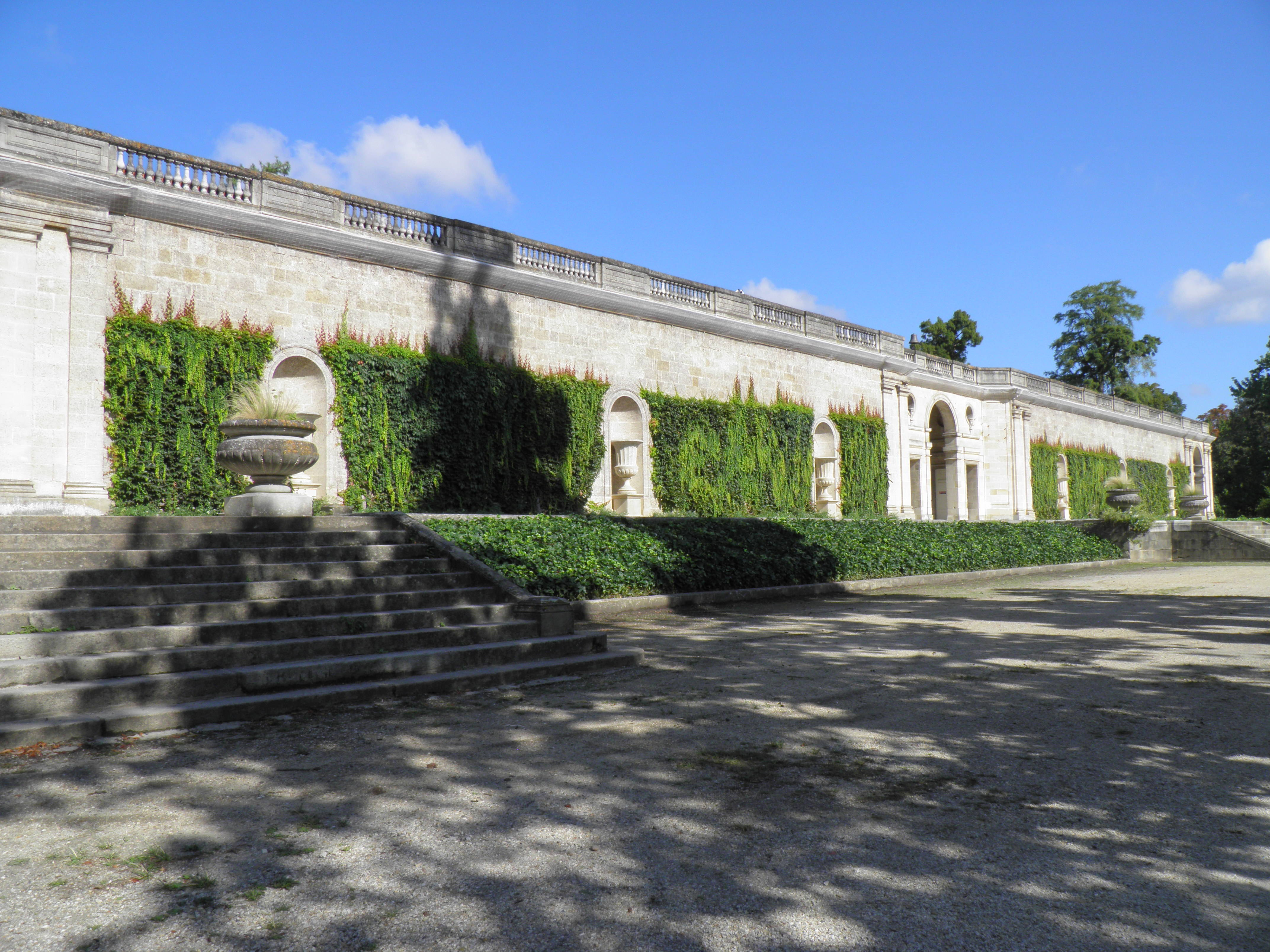
Vestige de l'ancienne serre de Charles Burguet.
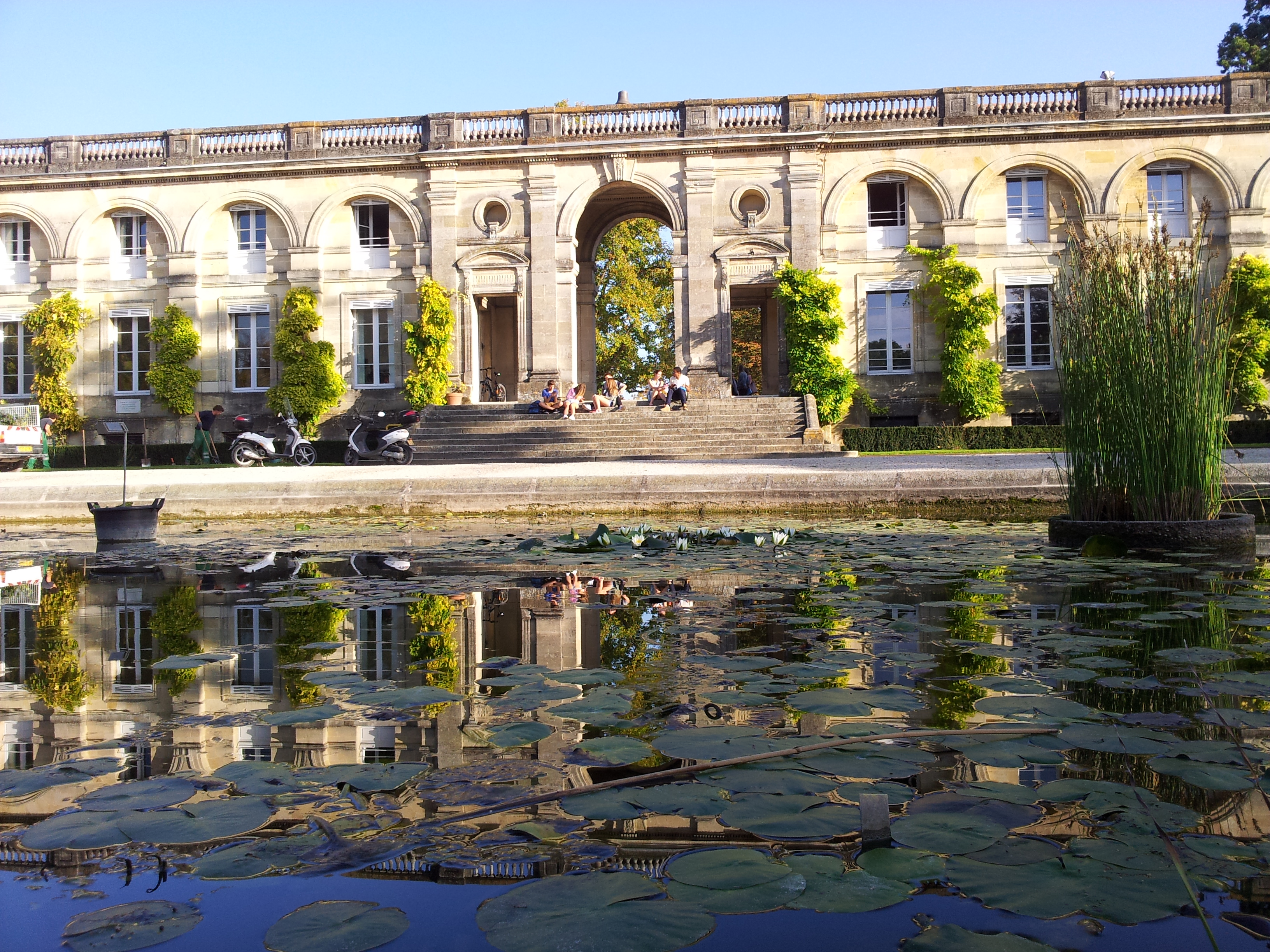
Pavillon de l'ancienne serre, donnant sur le jardin botanique.

En 1970, les grilles du cours de Verdun sont restaurées : 7 500 feuilles d'or sont utilisées par les artisans Bernard, Blot et Lorette.

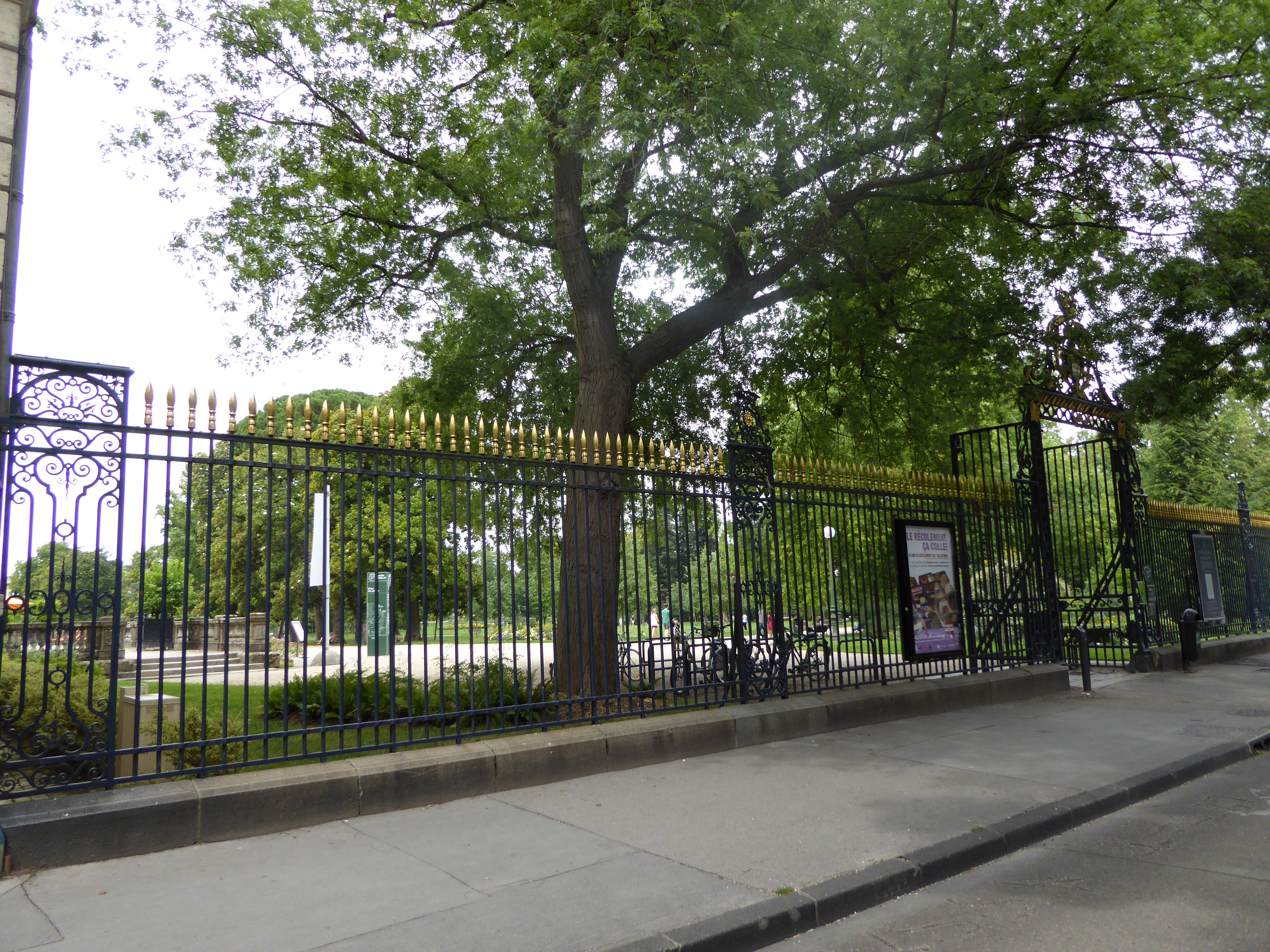
Grilles du jardin public.
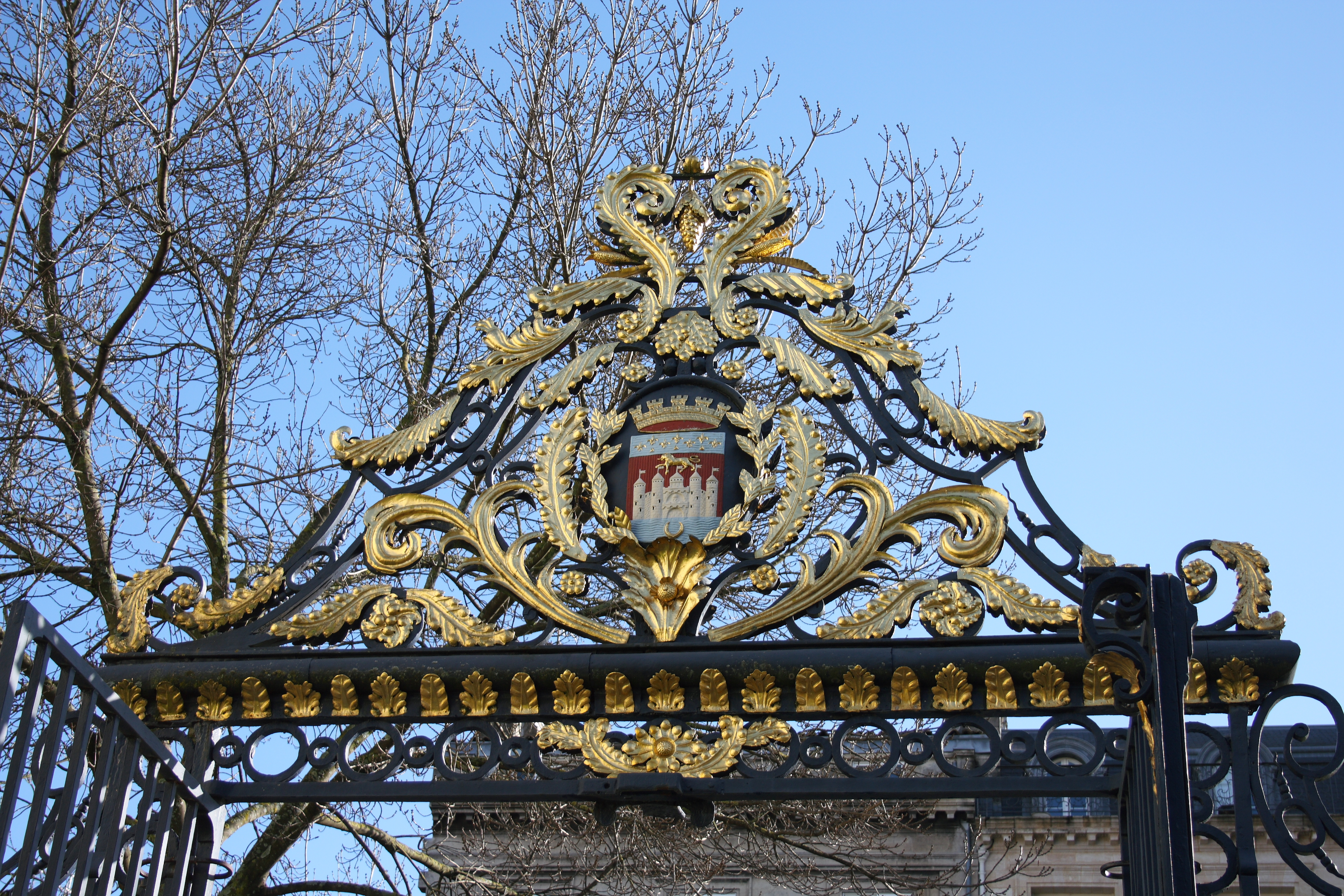
Armoiries de Bordeaux sur le portail.

## Espèces végétales remarquables
En 2012, deux arbres ont été labellisés arbres remarquables de France : le cyprès des marais de Mexique Taxodium mucronatum (31 m de hauteur et 166 cm de diamètre au tronc) et le pacanier Carya illinoinensisqui est l’arbre le plus haut du Jardin public (38 m de hauteur avec un diamètre au tronc de 114 cm).
Une des plus anciennes plantes du Jardin public est l’érythrine crête-de-coq, Erythrina crista-galli, située à l’entrée sud-ouest du jardin donnant sur la place Bardineau. Cet arbuste, présent dans l’ancien Jardin des plantes du quartier Saint-Bruno, est déménagé vers 1850 au Jardin public.

## Galerie

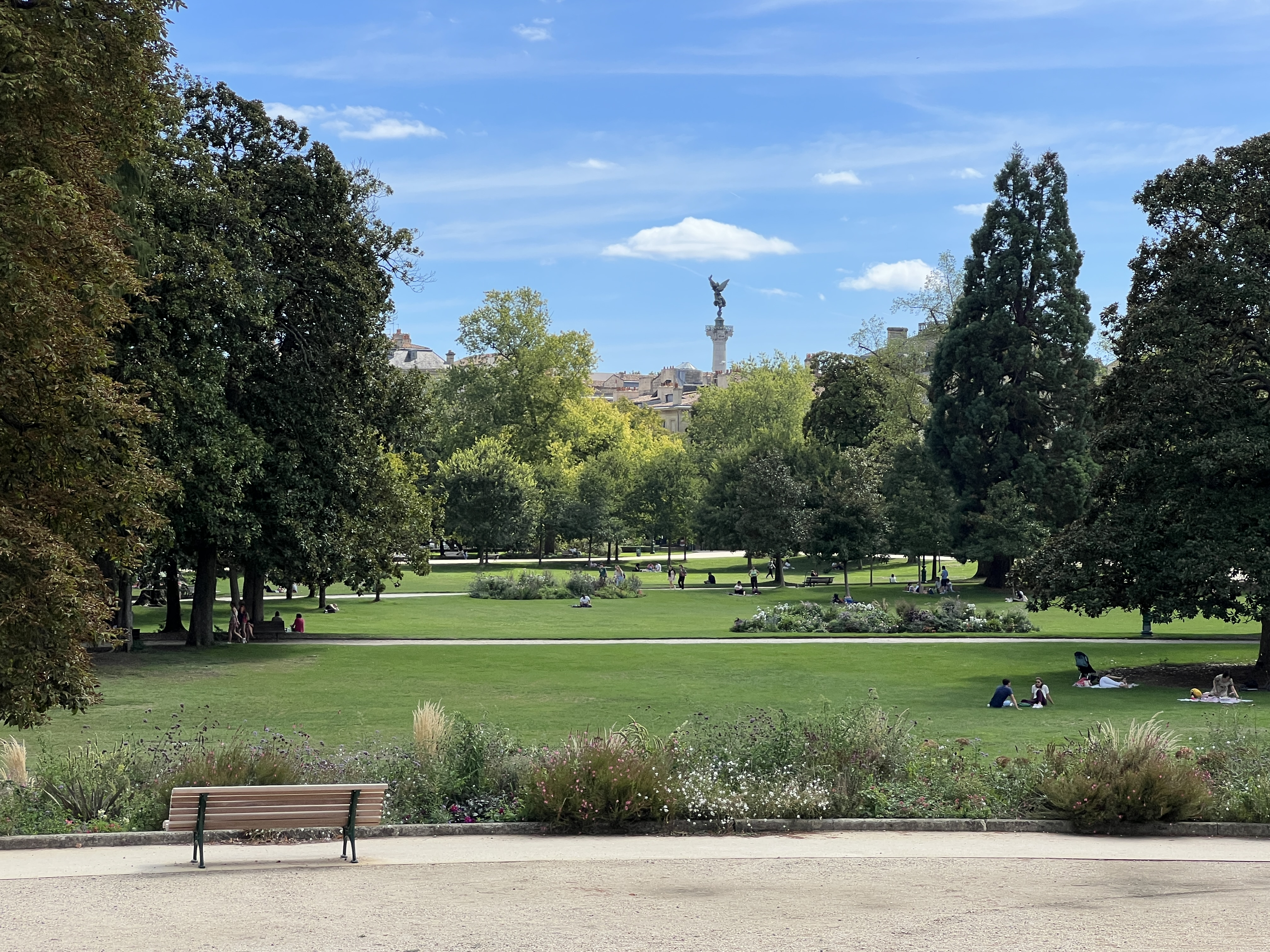
Vue sur la colonne des Girondins.
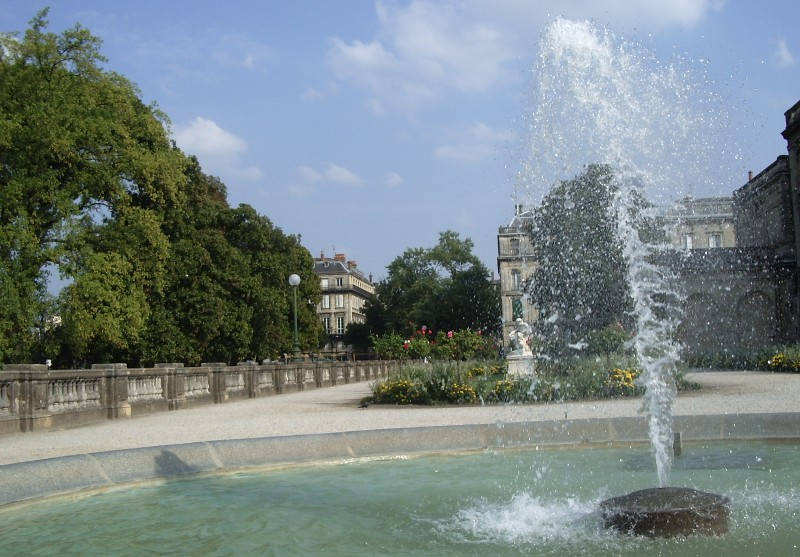
La terrasse.
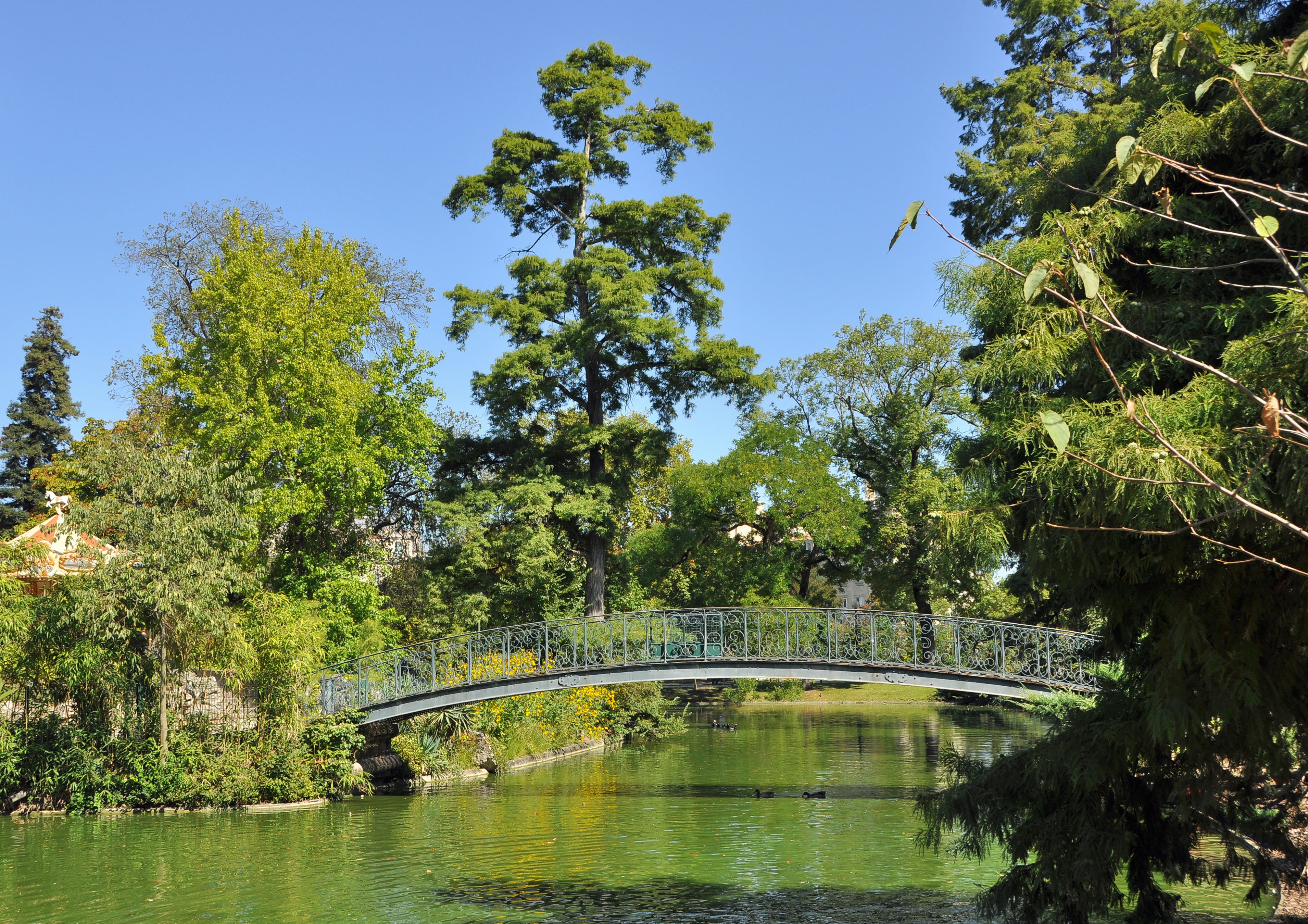
Une passerelle.
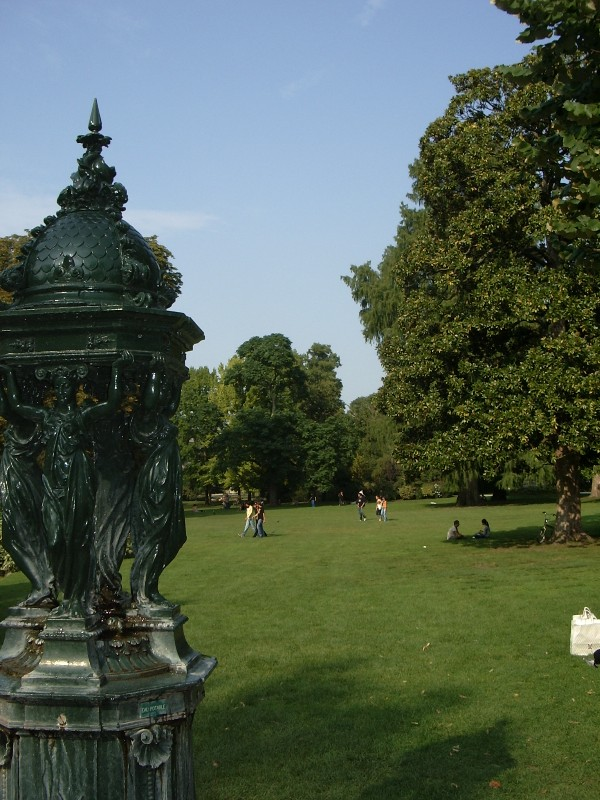
Une fontaine Wallace.

## Entrées du parc
- Cours de Verdun
- Place Bardineau
- Rue du Jardin public
- Place du Champ-de-Mars
- Rue d’Aviau
- Place de Longchamps